# 鹤壁经济技术开发区
鹤壁经济技术开发区是位于河南省鹤壁市的国家级经济技术开发区。

## 简介
开发区成立于1992年11月，位于鹤壁市新区北部，开发区下辖城北、金山和东杨三个工业园区，总面积26.7平方公里。2010年11月升级为国家级经济技术开发区。电子信息、金属镁精深加工与节能环保为开发区的三大特色产业。
2006年建成区面积为18平方公里，城市框架面积38平方公里，人口达10万。截止2011年，开发区吸引企业近400家，完成工业总产值135亿元。

## 著名企业
- 天海集团
- 仕佳光电子产业园
- 航盛电子工业园
- 创世电机科技有限公司
- 金山镁业公司[4]